# ماري جيف
ماري جيف (1873-1941) ناشطة وسياسية اسكتلندية، شاركت في إضراب الإيجارات في غلاسكو.

## النشأة والتعليم
ولدت ماري جيف في كوتبريدج، لاناركشاير عام 1873. انتقلت إلى غوفان عام 1896 وعاشت فيها مع زوجها الرسام أندرو جيف وأبناءهما الثلاثة.

## النشاط المجتمعي والعمل في السياسة
كانت ماري مع زوجها ناشطين في مجتمعهما. فقد لعب كل منهما دوراً مهماُ في تنظيم إضراب الإيجارات في غوفان، حيث كان أندرو حينها رئيس لجنة المستأجرين في جنوب غوفان، وماري بوصفها في مجموعة النساء اللواتي قمن بحملة ضد إخلاء المستأجرين، وقامت بتنسيق الدفاع ضد المحضرين. ومن الناشطات الأخريات اللواتي شاركن في هذه الفعالية ماري باربور وأغنيس دولان وماري لارد وهيلين كراوفورد. كانت عضواً في كينينغ بارك وهي جمعية تعاونية للنساء ورئيسة قسم السيدات في اللجنة التذكارية لحرب غوفان. خدم اثنان من أبنائها في الحرب العالمية الأولى وقتل فيها أحدهما. خدمت في مجلس أبرشية غوفان.
في سنوات لاحقة، انتقلت إلى ميلنغافي، حيث كات عضواً في نادي البولينغ وعضواً ناشطاً في محكمة كنيسة سانت لوك في اسكتلندا.
توفيت ماري جيف عام 1941 في ميلنغافي.